# Edward John Galvin
Edward John Galvin (Newcestown, 23 novembre 1882 – Navan, 23 febbraio 1956) è stato un missionario e vescovo cattolico irlandese.
Fondatore della Società di San Colombano, missionario in Cina, è stato il primo vescovo di Hayang.

## Biografia
Studiò a Maynooth e fu ordinato prete nel 1909: esercitò il suo ministero a Brooklyn e poi, con i missionari di Scarboro, nel 1912 si recò nello Zhejiang, in Cina.
Rientrato in patria nel 1916, si fece promotore di un movimento nazionale missionario e, insieme con John Blowick, preparò un piano di lavoro per le missioni approvato dall'episcopato irlandese. Fondò la Società di San Colombano per le missioni estere, di cui Blowick fu il primo superiore generale.
Nel 1920 guidò il primo gruppo di missionari irlandesi in Cina e nel 1924 fu nominato prefetto apostolico di Hayang; fu nominato vicario apostolico e promosso all'episcopato nel 1927 e nel 1946 fu nominato vescovo residenziale di Hayang.
Fu espulso dalla Cina nel 1952.

## Genealogia episcopale
La genealogia episcopale è:
- Cardinale Scipione Rebiba
- Cardinale Giulio Antonio Santori
- Cardinale Girolamo Bernerio, O.P.
- Arcivescovo Galeazzo Sanvitale
- Cardinale Ludovico Ludovisi
- Cardinale Luigi Caetani
- Cardinale Ulderico Carpegna
- Cardinale Paluzzo Paluzzi Altieri degli Albertoni
- Papa Benedetto XIII
- Papa Benedetto XIV
- Papa Clemente XIII
- Cardinale Marcantonio Colonna
- Cardinale Giacinto Sigismondo Gerdil, B.
- Cardinale Giulio Maria della Somaglia
- Cardinale Carlo Odescalchi, S.I.
- Cardinale Costantino Patrizi Naro
- Cardinale Lucido Maria Parocchi
- Cardinale Pietro Respighi
- Cardinale Pietro La Fontaine
- Cardinale Celso Costantini
- Vescovo Edward John Galvin, S.S.C.M.E.